# Kendra Kassebaum
Kendra Kassebaum (* 12. Mai 1973 in St. Louis, Missouri) ist eine US-amerikanische Musicaldarstellerin und Schauspielerin. 

## Leben und Karriere
Nach ihrem Studium der Darstellenden Künste an der Southwest Missouri State University, stand Kassebaum in der Broadwayproduktion des Musicals Rent, sowie des Musicals Assassins auf der Bühne. Des Weiteren spielte sie in den Tourproduktionen der Musicals Grease und A Chorus Line. 2005 wurde sie in der Rolle der Glinda für die Premierenbesetzung der US-Tourproduktion des Musicals Wicked – Die Hexen von Oz engagiert. Von Januar bis Oktober 2007 verkörperte sie diese Rolle auch in der Broadwayversion und war 2008 wieder dabei.
Neben ihrer Karriere in der Musicalbranche war Kassebaum 2009 als Schauspielerin im Film The Other Woman zu sehen.